# Iuri Kașkarov
Iuri Kașkarov (n. 4 decembrie 1963, Hantî-Mansiisk, RSFS Rusă, URSS) este un biatlonist ce a reprezentat Uniunea Republicilor Sovietice Socialiste, medaliat olimpic. A participat la 2 ediții ale Jocurilor Olimpice (1984, 1988) în care a câștigat o medalie de aur.